# 100053 Danstinebring
100053 Danstinebring è un asteroide della fascia principale. Scoperto nel 1992, presenta un'orbita caratterizzata da un semiasse maggiore pari a 2,3347866 au e da un'eccentricità di 0,1836648, inclinata di 2,10445° rispetto all'eclittica.